# Józef Petrycki
Józef Petrycki, urodzony jako Józef Karliczek (ur. 25 października 1889 w Brzostku, zm. 1 października 1937 w Warszawie) – polski dziennikarz, polityk i działacz społeczny, poseł na Sejm I i III kadencji w II RP z ramienia Związku Ludowo-Narodowego oraz Stronnictwa Narodowego.

## Życiorys
W 1912 ukończył Gimnazjum w Jaśle. Następnie studiował prawo i historię na uniwersytetach we Lwowie i Kijowie.
Podczas nauki w gimnazjum był członkiem Związku Młodzieży Polskiej „Pet”, na studiach dołączył do Związku Młodzieży Polskiej „Zet” oraz Zarządu Czytelni Akademickiej i koła Towarzystwa Szkoły Ludowej. Po wybuchu I wojny światowej zgłosił się do Legionu Wschodniego, jednak odmówił złożenia przysięgi na wierność władzom austro-węgierskim. Od 1915 przebywał w Kijowie, gdzie pracował w polskim gimnazjum, działał w Komitecie Ratunkowym powiatu pilzneńskiego i zarządzie Stronnictwa Narodowo-Demokratycznego. Po wybuchu rewolucji lutowej 1917 pracował w Lidze Pogotowia Ratunkowego i Radzie Polskiej Zjednoczenia Międzypartyjnego. 
Po odzyskaniu niepodległości mieszkał początkowo w Łodzi, gdzie redagował dziennik „Straż Polska”, następnie w Warszawie, gdzie był redaktorem politycznym „Gazety Warszawskiej”. Od 1919 był członkiem Zarządu Głównego Związku Ludowo-Narodowego. W wyborach w 1922 uzyskał mandat z listy nr 8 (Chrześcijański Związek Jedności Narodowej) w okręgu wyborczym nr 37 (Ostrów Wielkopolski). Pracował w komisjach: konstytucyjnej, emigracyjnej i spraw zagranicznych. 21 kwietnia 1923 został wybrany do Państwowej Rady Emigracyjnej. W latach 1921-1925 był redaktorem „Naszego Sztandaru”, a w latach 1925-1933 redaktorem naczelnym „Gazety Bydgoskiej”. Publikował także m.in. w „Warszawskim Dzienniku Narodowym”, „Przeglądzie Polskim”, „Muzeum” i „Przeglądzie Bibliograficznym”. Po powstaniu Stronnictwa Narodowego sprawował funkcję członka zarządów wojewódzkich w Poznaniu i Bydgoszczy. W wyborach w 1930 zdobył mandat z listy nr 4 w okręgu wyborczym nr 32 (Bydgoszcz). W Sejmie zasiadł w Klubie Narodowym. Od 1934 działał w SN na terenie województwa łódzkiego.
Zmarł 1 października 1937 w Warszawie. Został pochowany na cmentarzu Powązkowskim w Warszawie.

## Rodzina
Był synem Wiktora Karliczka, kupca, i Julii z Petryckich. Zaczął używać nazwiska matki podczas I wojny światowej ze względów konspiracyjnych. W 1923 ożenił się z Marią z Gładyszów, z którą miał dwóch synów: Romana (operator filmowy) i Bolesława (profesor ASP w Gdańsku). Wnukiem (synem Romana) jest operator filmowy Jacek Petrycki. Jego szwagrem był historyk Wacław Szczygielski.

## Publikacje
- Dwie u nas w czasie wojny polityki (1918)[1]
- Roman Dmowski (1920)[1]
- W dziesiątą rocznicę zjednoczenia i niepodległości (1929)[7]